# Slikom na sliku
Slikom na sliku bila je večernja informativna emisija koja je emitirana na programu Hrvatske televizije od 1991. do 1996. godine. Nastala je u doba Domovinskog rata, kao svojevrsni prikaz vlastitih, ali i emisija i priloga drugih televizija na temu tadašnjih ratnih zbivanja, bez prešućivanja i nametanja sudova redakcije. Koncept emisije osmislili su Miroslav Lilić, Božo Sušec i Vanja Sutlić. Prvi voditelji i urednici bili su Dubravko Merlić, Elizabeta Gojan, Denis Latin i Damir Matković.
Kasnije su među sadržaje ulazili u originalni prilozi i razgovori s gostima u studiju. Godine 1996. emisija je ukinuta te je u kasnom večernjem terminu naslijedila emisija Motrišta. 